# Kathedrale von Gualeguaychú

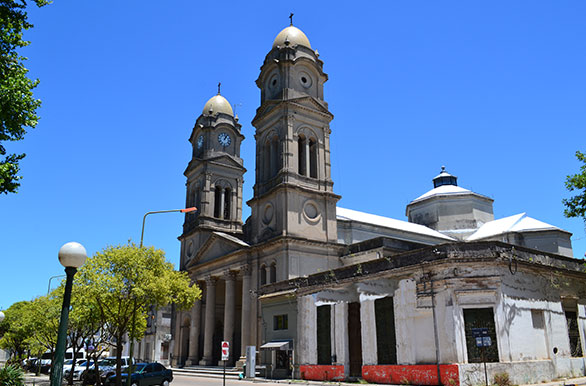
Kathedrale von Gualeguaychú

Die Kathedrale von Gualeguaychú (spanisch Catedral de San José de Gualeguaychú) in der Großstadt Gualeguaychú in der Provinz Entre Ríos im Osten Argentiniens ist die Bischofskirche des römisch-katholischen Bistums Gualeguaychú.

## Lage
Die ca. 130.000 Einwohner zählende Großstadt Gualeguaychú liegt etwa 15 km westlich des Río Uruguay und ca. 265 km Fahrtstrecke nördlich der Landeshauptstadt Buenos Aires in einer Höhe von ca. 15 m. Die Kathedrale befindet sich im Stadtzentrum gegenüber der Plaza San Martín.

## Geschichte
Der Grundstein der ehemaligen Pfarrkirche wurde am 30. Mai 1863 gelegt; die Einweihung des Bauwerks (ohne Türme, aber mit einem auf Säulen ruhenden Portikus) erfolgte im Jahr 1890. Die beiden annähernd 50 m hohen Glockentürme (campanarios) wurden im Jahr 1911 fertiggestellt, doch wurden die oberen Teile Ende der 1950er Jahre wegen Rissbildungen abgerissen und durch Kuppeln ersetzt, so dass nur noch eine Höhe von ca. 40 m verblieb. Mit der Gründung des Bistums durch Papst Pius XII. im Jahr 1957 wurde aus der Pfarrkirche eine Kathedrale.

## Architektur
Das stichkappengewölbte Langhaus der dreischiffigen neoklassizistischen Kirche wird von einem Querschiff durchkreuzt; die Vierung ist durch einen oktogonalen Tambour mit Laternenaufsatz leicht erhöht.

## Ausstattung
Aus dem Jahr 1777 stammt eine Marienstatue. Die im 20. Jahrhundert entstandene Orgel hat über 2200 Pfeifen.